# Unité urbaine de Nesles-la-Montagne
L'unité urbaine de Nesles-la-Montagne est une unité urbaine française centrée sur Nesles-la-Montagne, commune du sud du département de l'Aisne.

## Situation géographique
L'unité urbaine de Nesles-la-Montagne est située dans le sud du département de l'Aisne, dans l'arrondissement de Château-Thierry. Elle est située à l'ouest de la région Grand Est et au nord de l'Île-de-France, dans la région des Hauts-de-France.
Traversée par la route départementale 1, Nesles-la-Montagne est le centre urbain principal de sa petite agglomération, même si elle se situe à proximité de Château-Thierry à 3,5 km et de son unité urbaine, dont elle est limitrophe.
Elle est située à 63 km de Laon, préfecture du département de l'Aisne, à 51 km de Reims, avec laquelle les liens sont plus importants par rapport à Amiens et à Lille.

## Données générales
En 2020, selon l'INSEE, l'unité urbaine de Nesles-la-Montagne est composée de deux communes, toutes situées dans le département de l'Aisne, plus précisément dans l'arrondissement de Château-Thierry.
En 2022, avec 2 302 habitants, elle constitue la vingt-cinquième unité urbaine du département de l'Aisne, se classant loin après les unités urbaines de Saint-Quentin (1er rang départemental) et de Soissons (2e rang départemental) et de Laon (3e rang départemental). Elle est la quinzième petite unité urbaine du département, derrière celle de Saint-Gobain et de Marle mais elle devance celle de Braine et de La Ferté-Milon dans le département de l'Aisne.
En 2022, sa densité de population qui s'élève à 93 hab/km2 en fait une unité urbaine densément peuplée mais nettement moins élevée que celles de Saint-Quentin (1 281 hab/km2) et de Soissons (766 hab/km2).
L'unité urbaine de Nesles-la-Montagne fait partie de l'aire urbaine de Château-Thierry.

## Délimitation de l'unité urbaine de 2020
En 2020, l'INSEE a procédé à une révision des délimitations des unités urbaines de la France ; celle de Nesles-la-Montagne a conservé son périmètre de 2010. Lors de la précédente révision en 2010, elle est une nouvelle unité urbaine, n'existant pas lors du zonage de 1999. Elle est composée de deux communes, appartenant à l'unité urbaine de Château-Thierry en 1999.

### Liste des communes
La liste ci-dessous comporte les communes appartenant à l'unité urbaine de Nesles-la-Montagne selon la nouvelle délimitation de 2020 et sa population municipale en 2022 :
| Code Insee | Nom                | Type         | Superficie (km2) | Population (hab.) | Densité (hab./km2) |
| ---------- | ------------------ | ------------ | ---------------- | ----------------- | ------------------ |
| 02540      | Nesles-la-Montagne | Ville-centre | 17,21            | 1 196             | 69,5               |
| 02554      | Nogentel           | Banlieue     | 6,93             | 1 106             | 159,6              |

## Évolution démographique
L'unité urbaine de Nesles-la-Montagne affiche une évolution démographique en progression constante. Elle compte 1 128 habitants en 1968. Après avoir passé le seuil démographique des 2 000 habitants en 1990, elle atteint les 2 242 habitants en 2017, mais cette évolution démographique se stabilise depuis 2007.
| 1968  | 1975  | 1982  | 1990  | 1999  | 2007  | 2012  | 2017  |
| ----- | ----- | ----- | ----- | ----- | ----- | ----- | ----- |
| 1 128 | 1 361 | 1 895 | 2 056 | 2 105 | 2 226 | 2 239 | 2 242 |